# Einheitsbäume

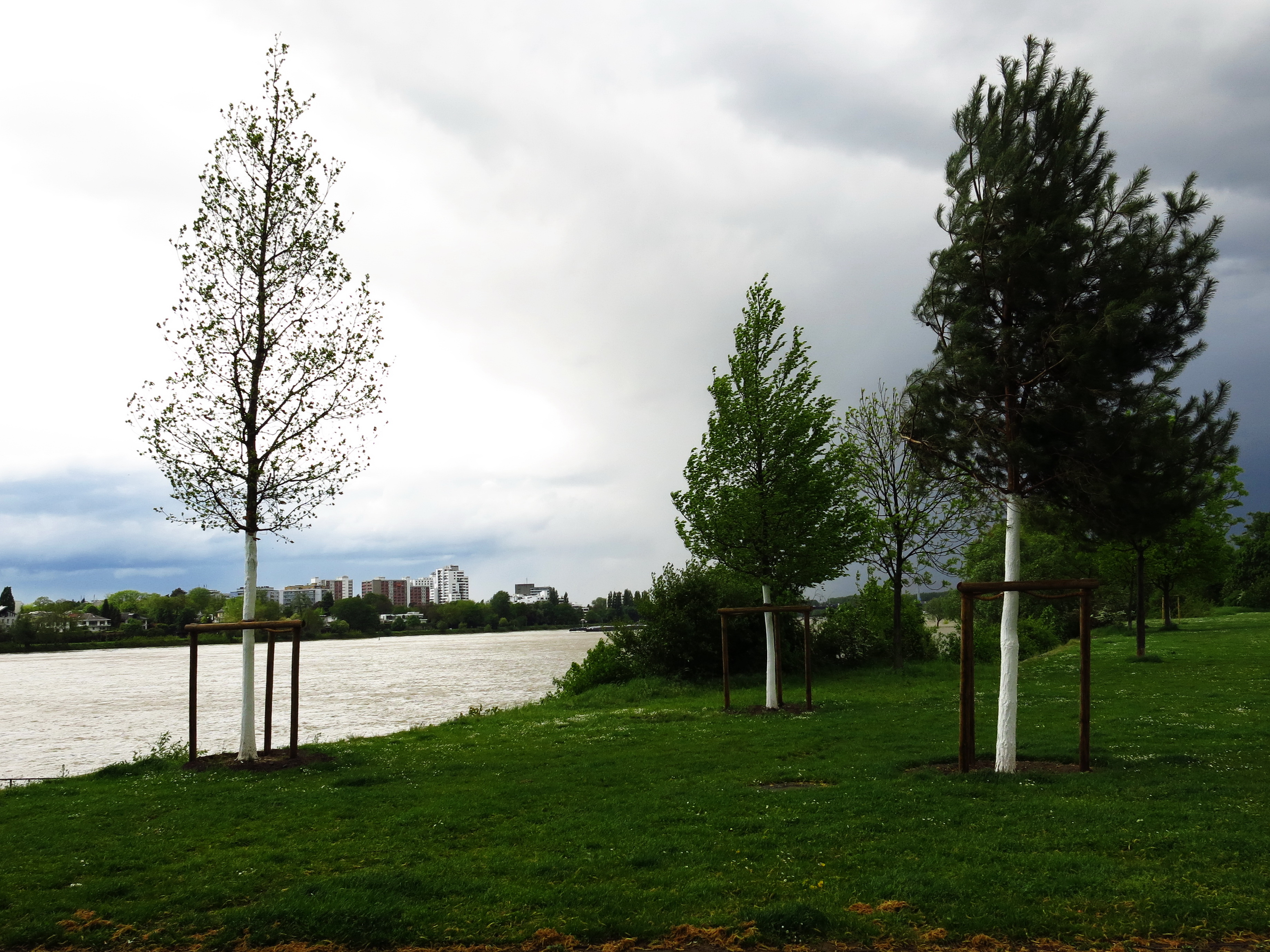
Einheitsbäume in Bonn

Bei den Einheitsbäumen (auch Baumdenkmal für die Deutsche Einheit bzw. Drei Bäume für Deutschlands Einheit) handelt es sich um ein Baumdenkmal aus meist drei gepflanzten Bäumen zur Erinnerung an die Wiedervereinigung Deutschlands von 1990. Im Jahr 2021 gab es bereits 270 Standorte in ganz Deutschland, im Februar 2023 waren es 305 Standorte.
Diese Denkmale werden nach Bundesländern in Listen erfasst, aus denen sich eine Liste von Einheitsbäumen in Deutschland ergibt.

## Beschreibung
Bei den Bäumen handelt es sich um eine Buche, eine Kiefer und eine Eiche, die in Form eines gleichseitigen Dreiecks mit der Seitenlänge zehn Meter gepflanzt werden. Dabei repräsentiert die Buche den Westen, die Kiefer den Osten und die Eiche das wiedervereinigte Deutschland. Teilweise wird ein vierter Baum ergänzt, meist eine Linde, die für Europa steht. Bei dieser Version sollte das Baumdenkmal die Form eines Trapezes haben. Das Wachsen und Gedeihen der Bäume soll die Entwicklung Deutschlands dokumentieren und das Zusammenwachsen der Kronen soll das Zusammenwachsen des seit 1990 vereinigten Deutschlands zeigen.

## Idee
Die Idee zu den Einheitsbäumen kommt von dem aus Wunsiedel stammenden Werner Erhardt. Sie wurde 2012 während eines Online-Dialogs über Deutschlands Zukunft von den Experten des Zukunftsdialoges und Mitarbeitern des Bundeskanzleramtes aufgegriffen und im gleichen Jahr in Berlin der Bundeskanzlerin Angela Merkel präsentiert. Merkel übernahm daraufhin – auf Initiative der 1947 von Robert Lehr gegründeten Schutzgemeinschaft Deutscher Wald – die Schirmherrschaft über das Projekt und pflanzte am 30. Oktober 2014 eigenhändig in Bonn einen der Einheitsbäume. Ziel ist es, in den rund 11.000 Gemeinden Deutschlands das Wiedervereinigungs-Denkmal mit jeweils drei gepflanzten Bäumen zu setzen und die Plätze für Bürgertreffpunkte und Veranstaltungen zu verwenden.

## Varianten
Varianten gibt es in der Auswahl der Baumarten, der Beschilderung und der Zusatzeinrichtungen.
Gelegentlich wird an Stelle der Stieleiche die Traubeneiche (wie in Hann. Münden) oder Zerreiche (in Leipzig) verwendet. An Stelle der Waldkiefer tritt gelegentlich die Schwarzkiefer, wie in Gardelegen, Falkenberg, Kamen und Stendal. In Haltern am See stehen drei Platanen, in Oppenweiler zwei Traubeneichen und ein Spitzahorn, in Geisa drei Elsbeeren. In Marktredwitz und Hohen Neuendorf steht die Europa-Variante, ein Trapez mit Linde als viertem Baum.
Die Beschilderung ist sehr variabel, auch nicht immer vorhanden. 

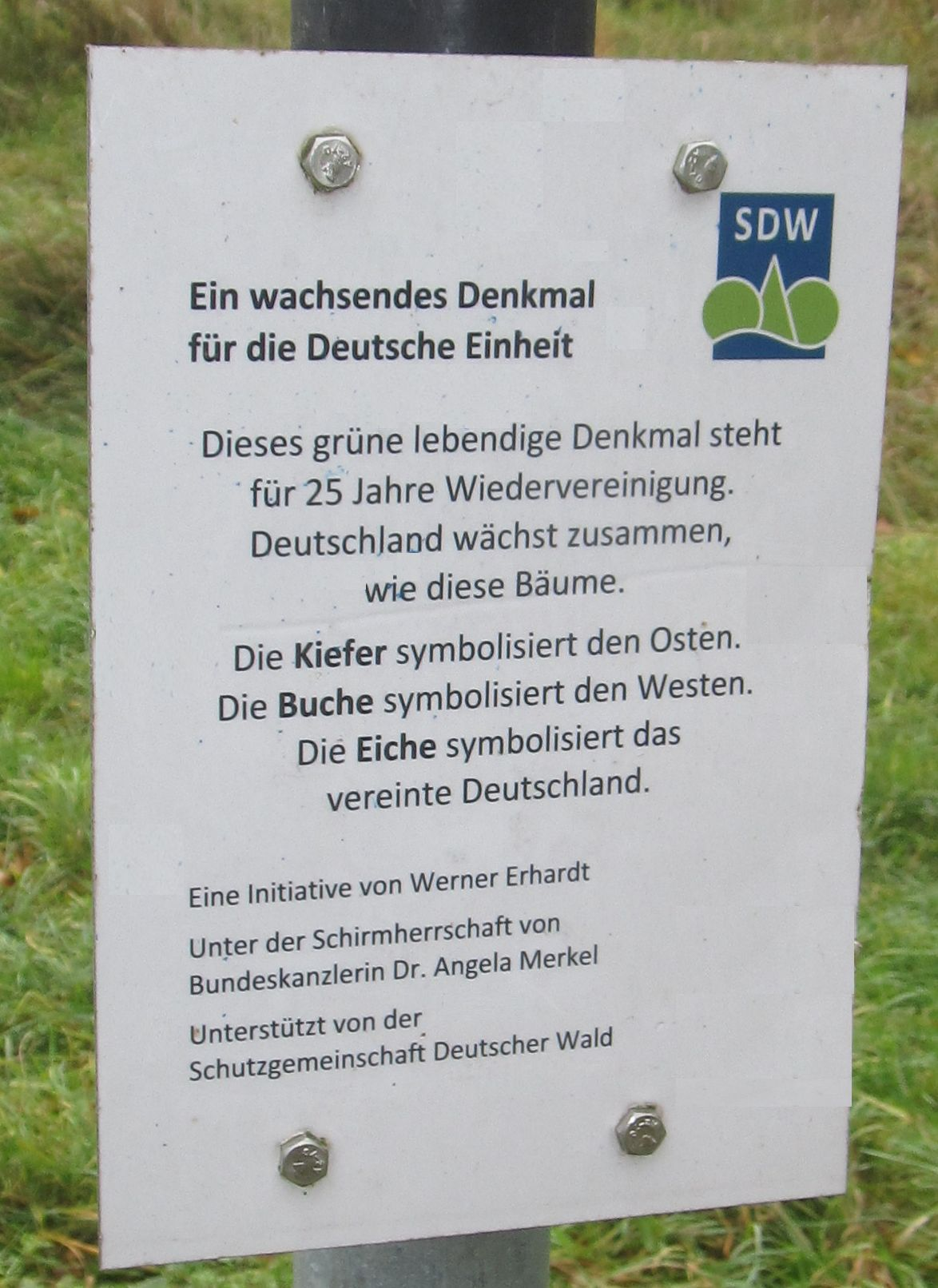
Typisches Schild in Dresden
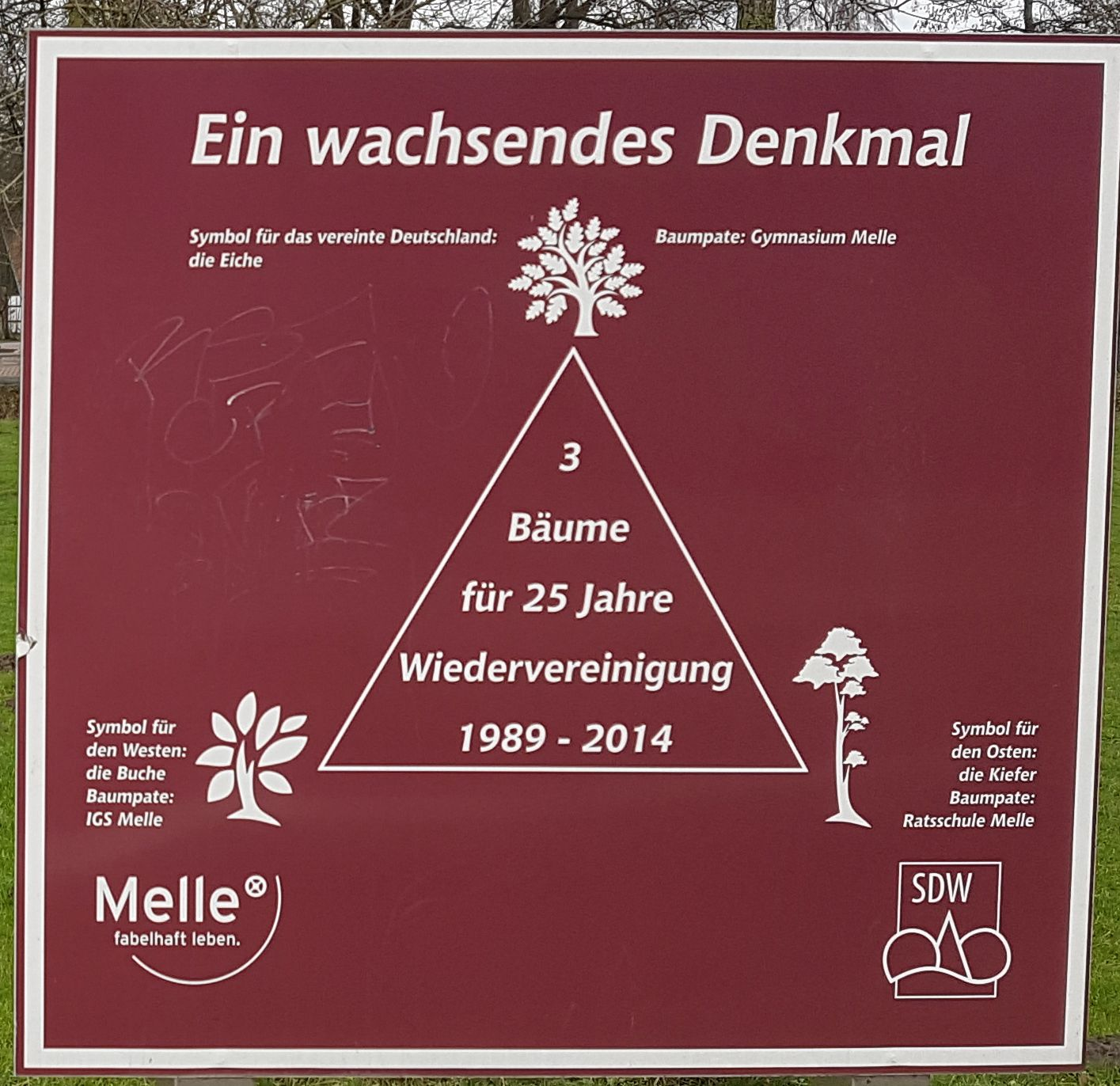
Melle
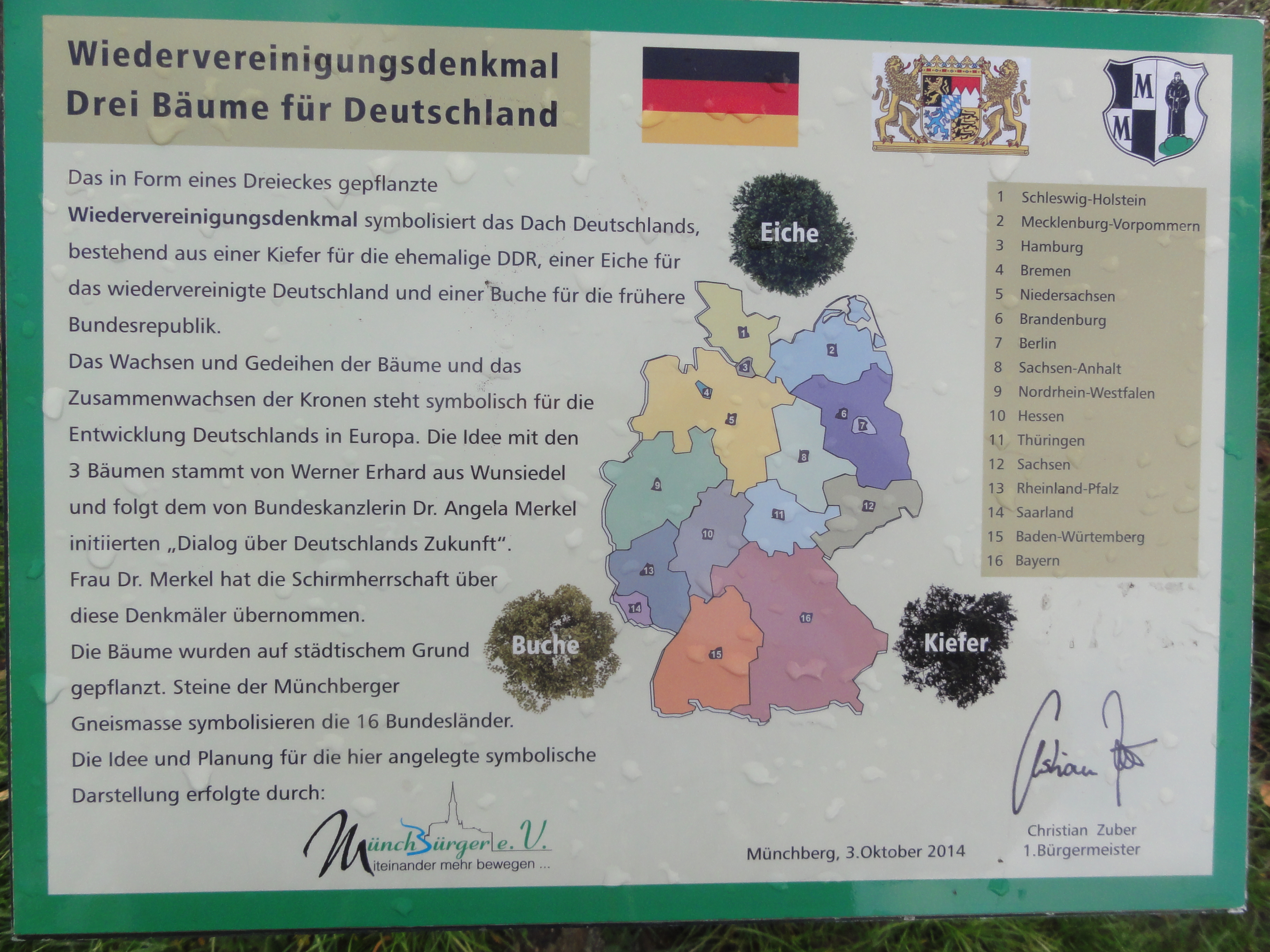
Münchberg
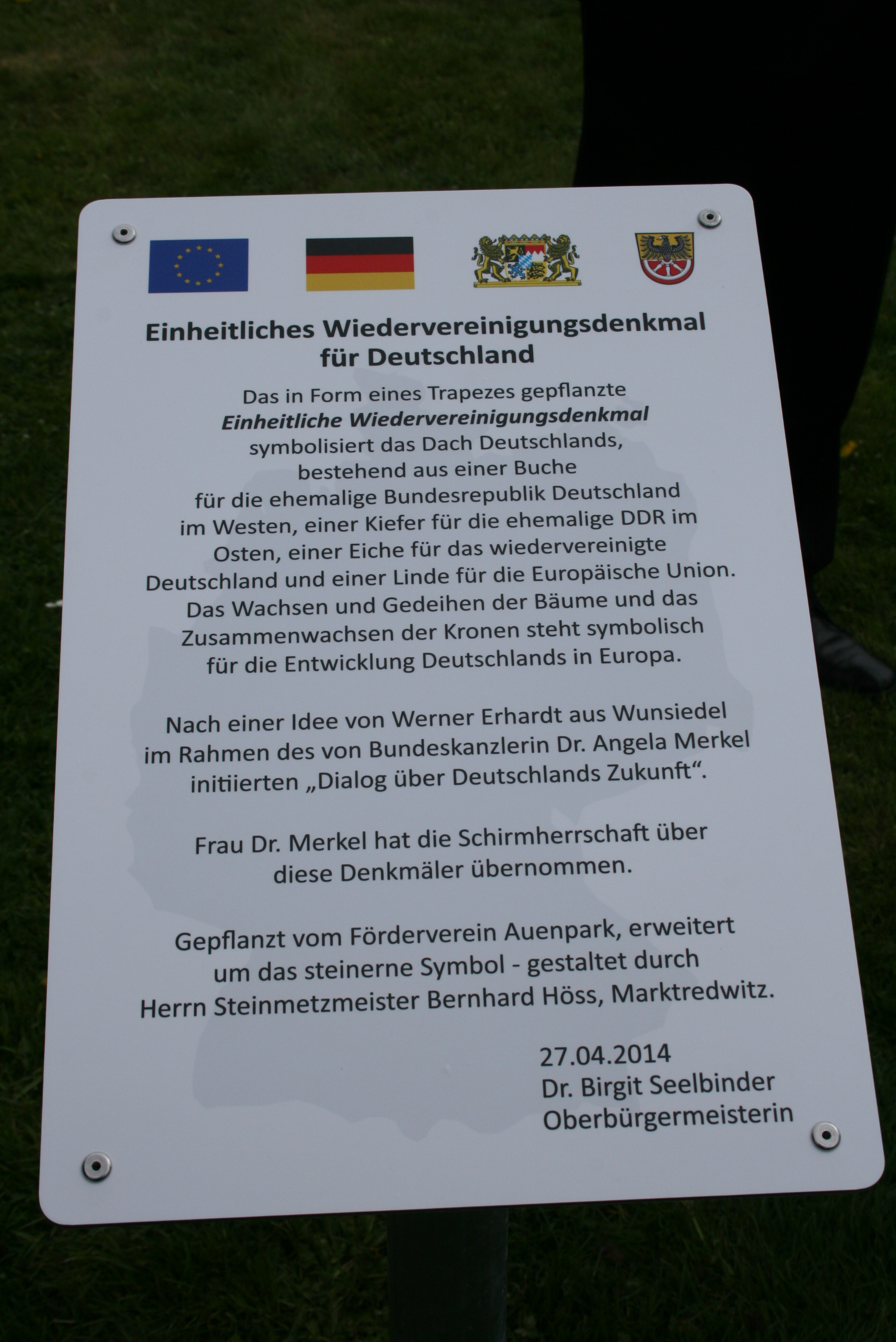
Marktredwitz, Europa-Variante
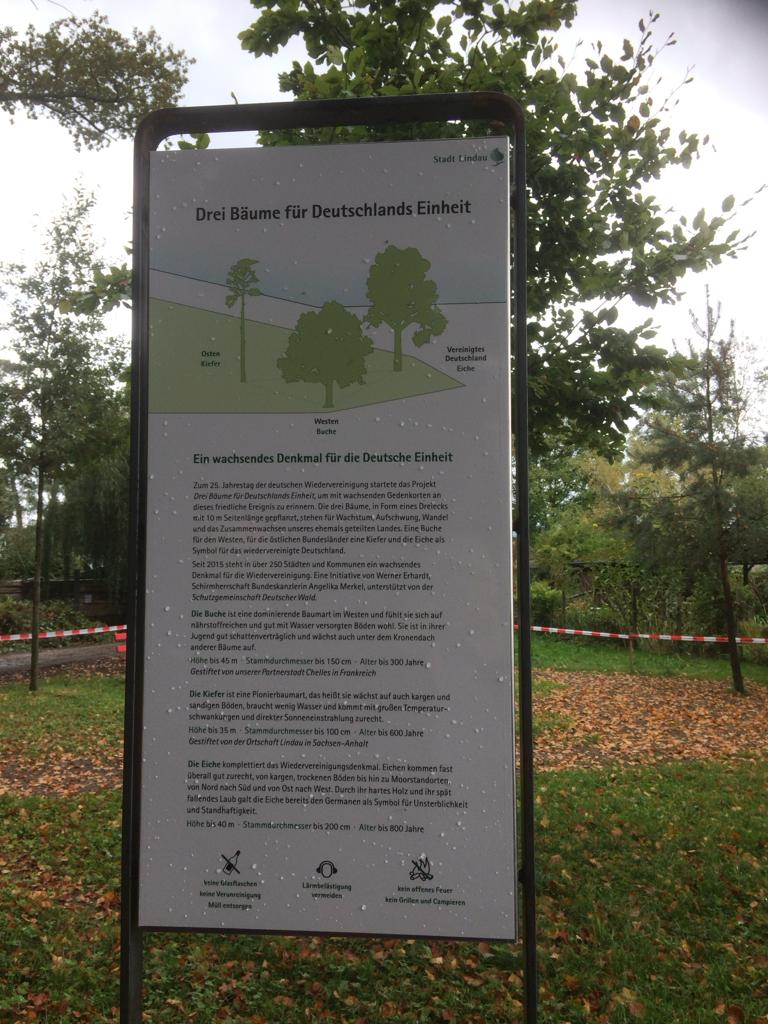
Lindau
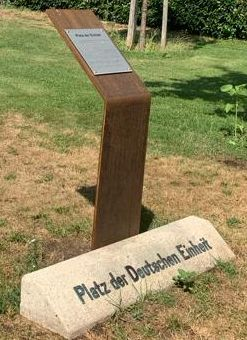
Erlangen
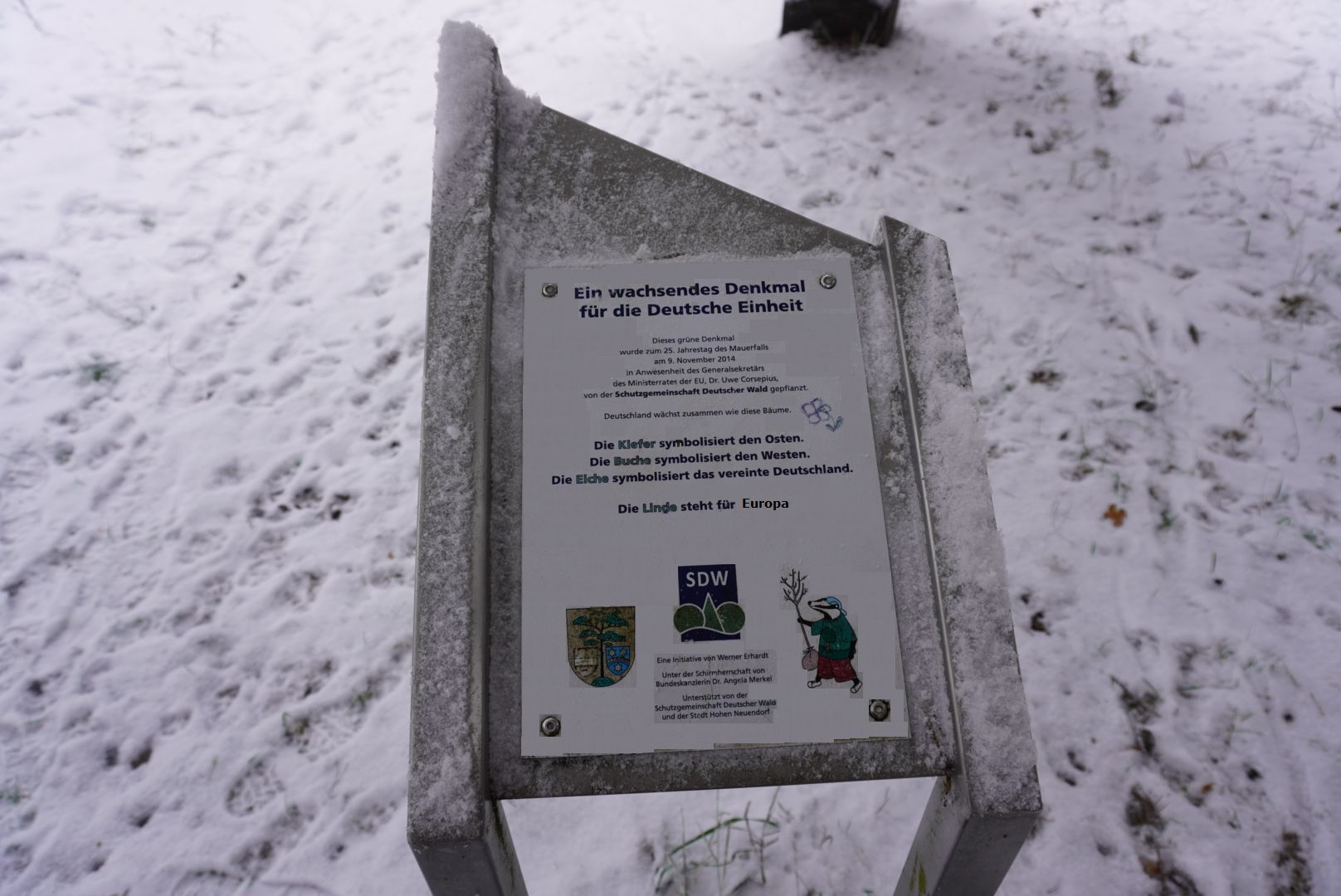
Hohen Neuendorf
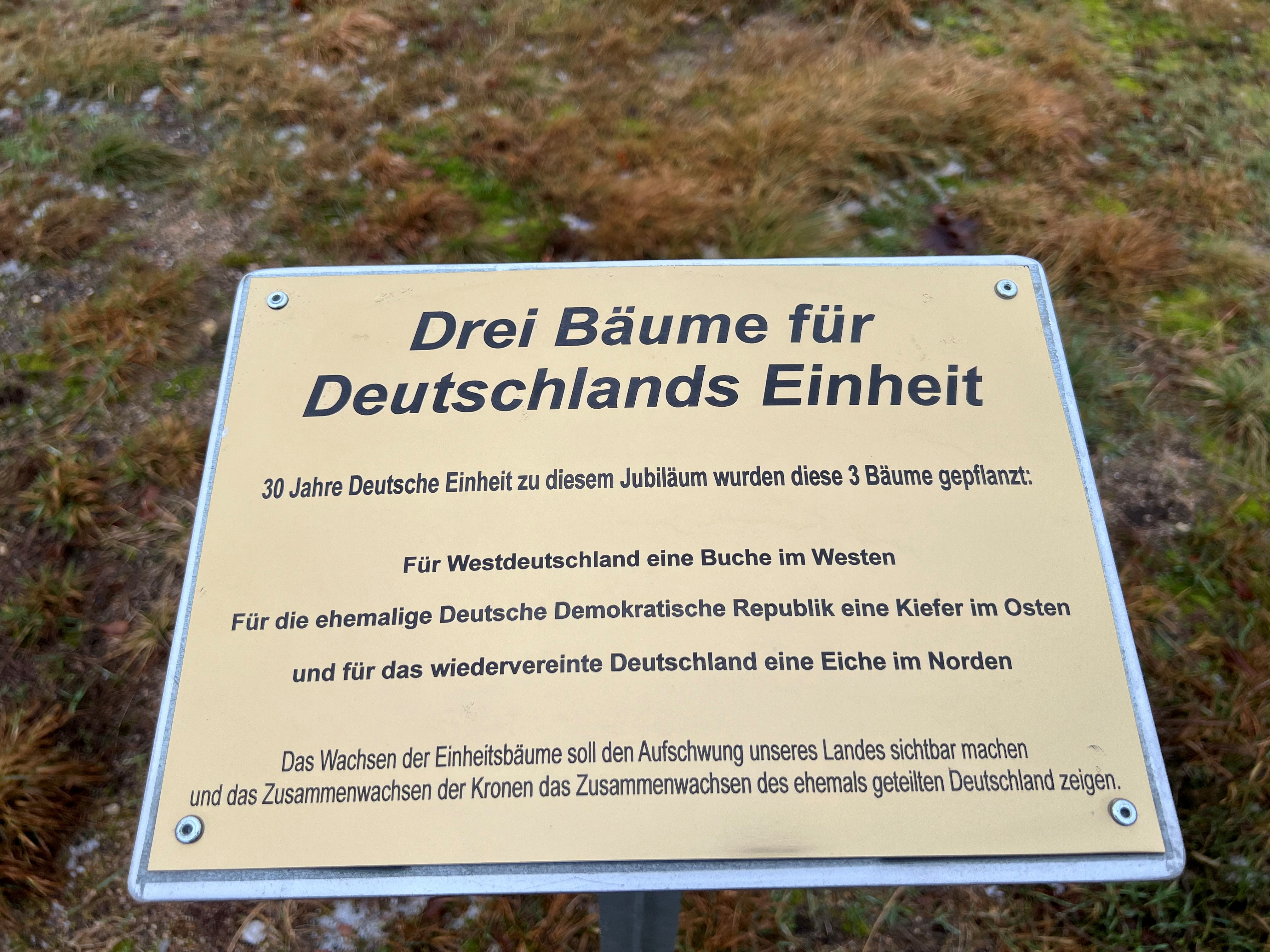
Grafenwöhr
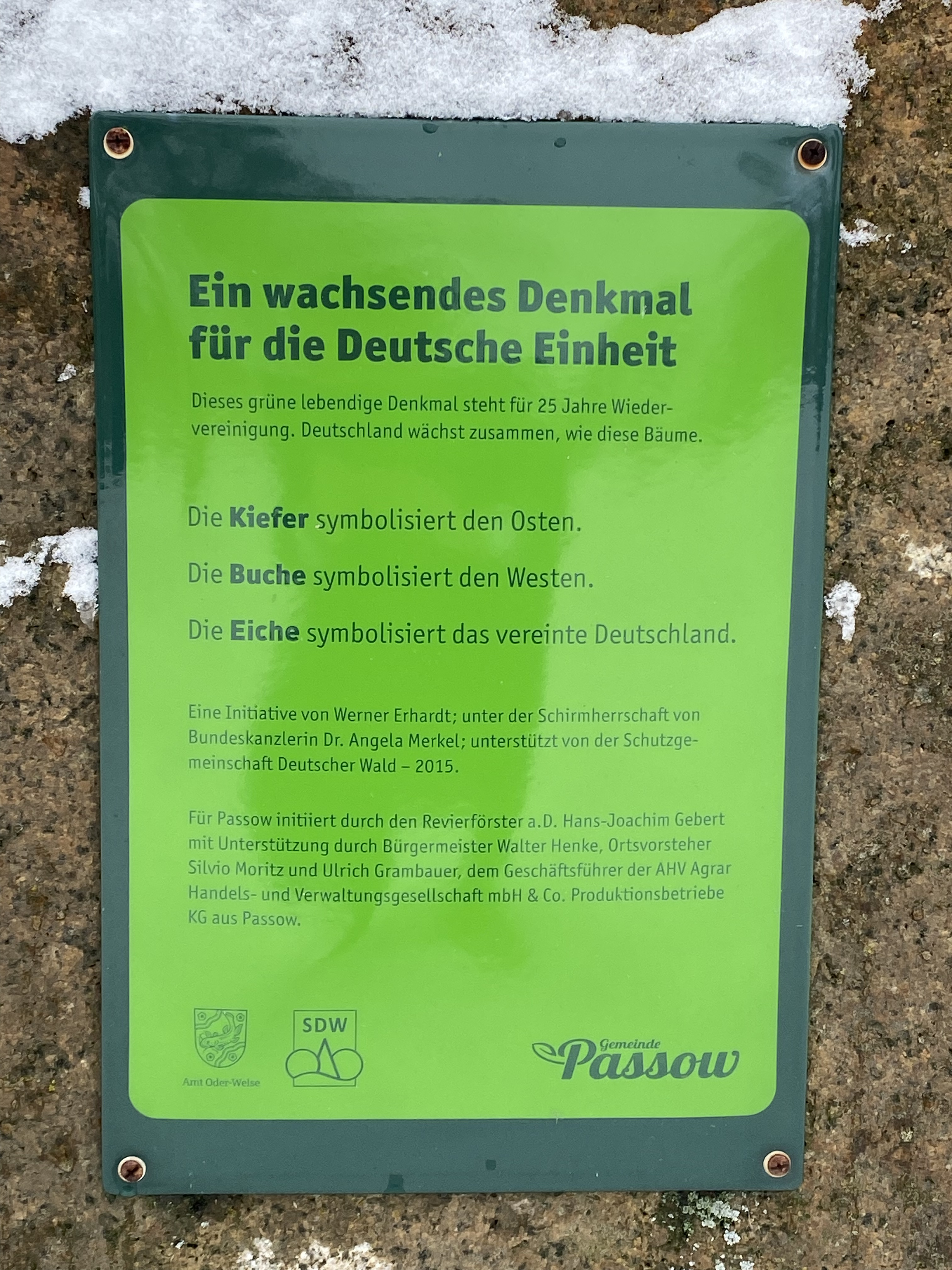
Passow
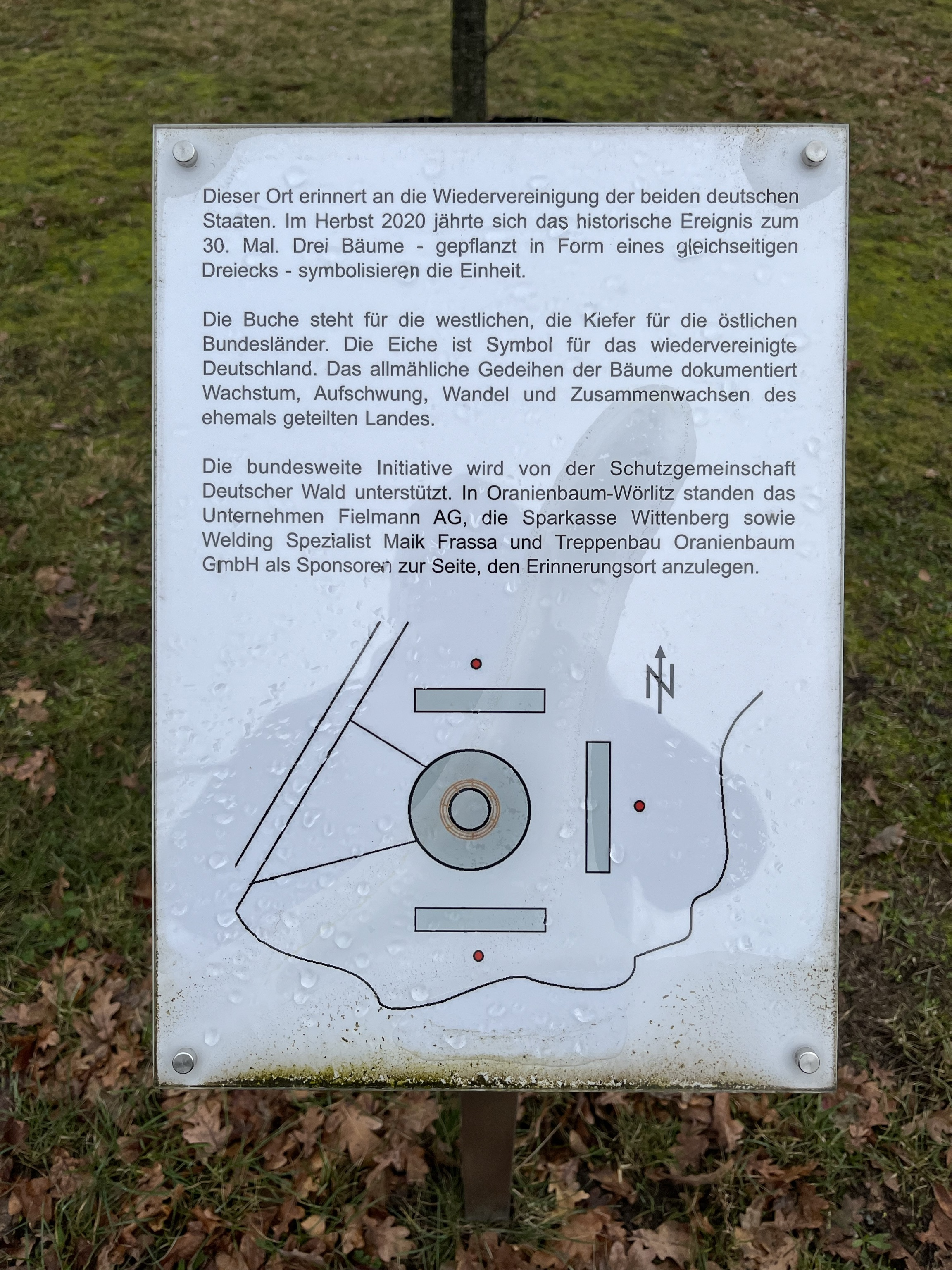
Oranienbaum
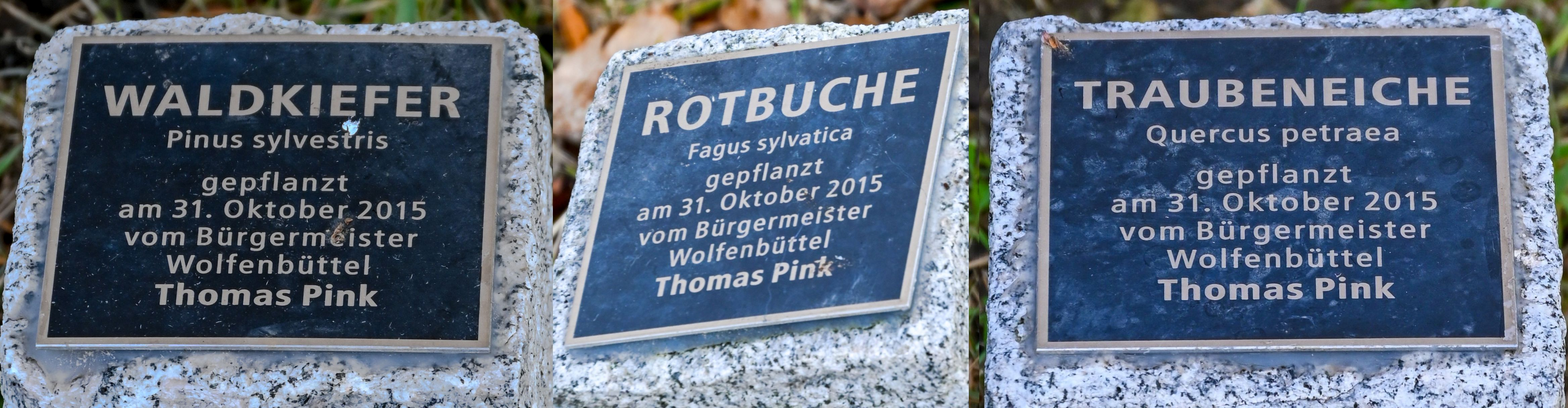
Blankenburg
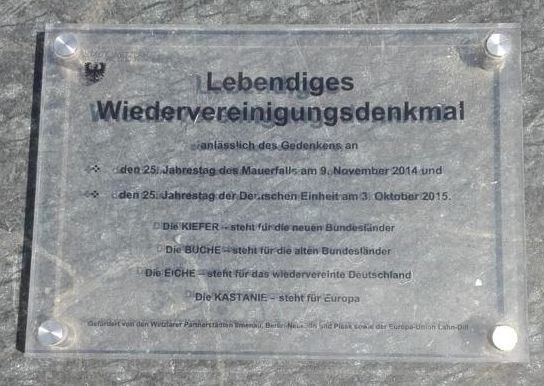
Wetzlar

In der Mitte gibt es oft symbolische Darstellungen: In Marktredwitz das geeinte Deutschland im Kreis der (damals 11) EU-Staaten, in Bad Steben eine Skulptur mit Bezug zum Grenzzaun, in Eberswalde die Skulptur „Zusammen(ge)wachsen“.

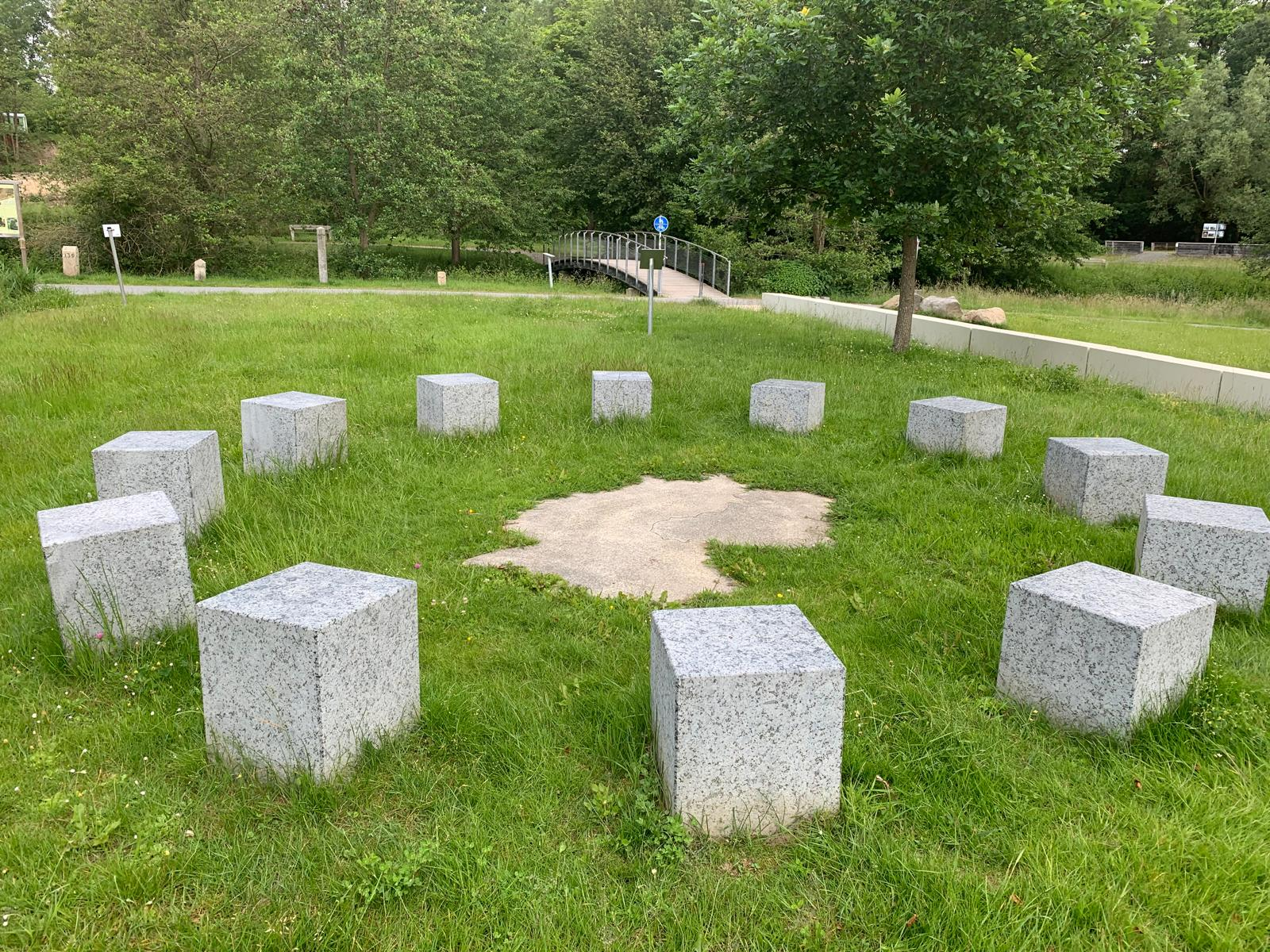
Marktredwitz weitere Bilder
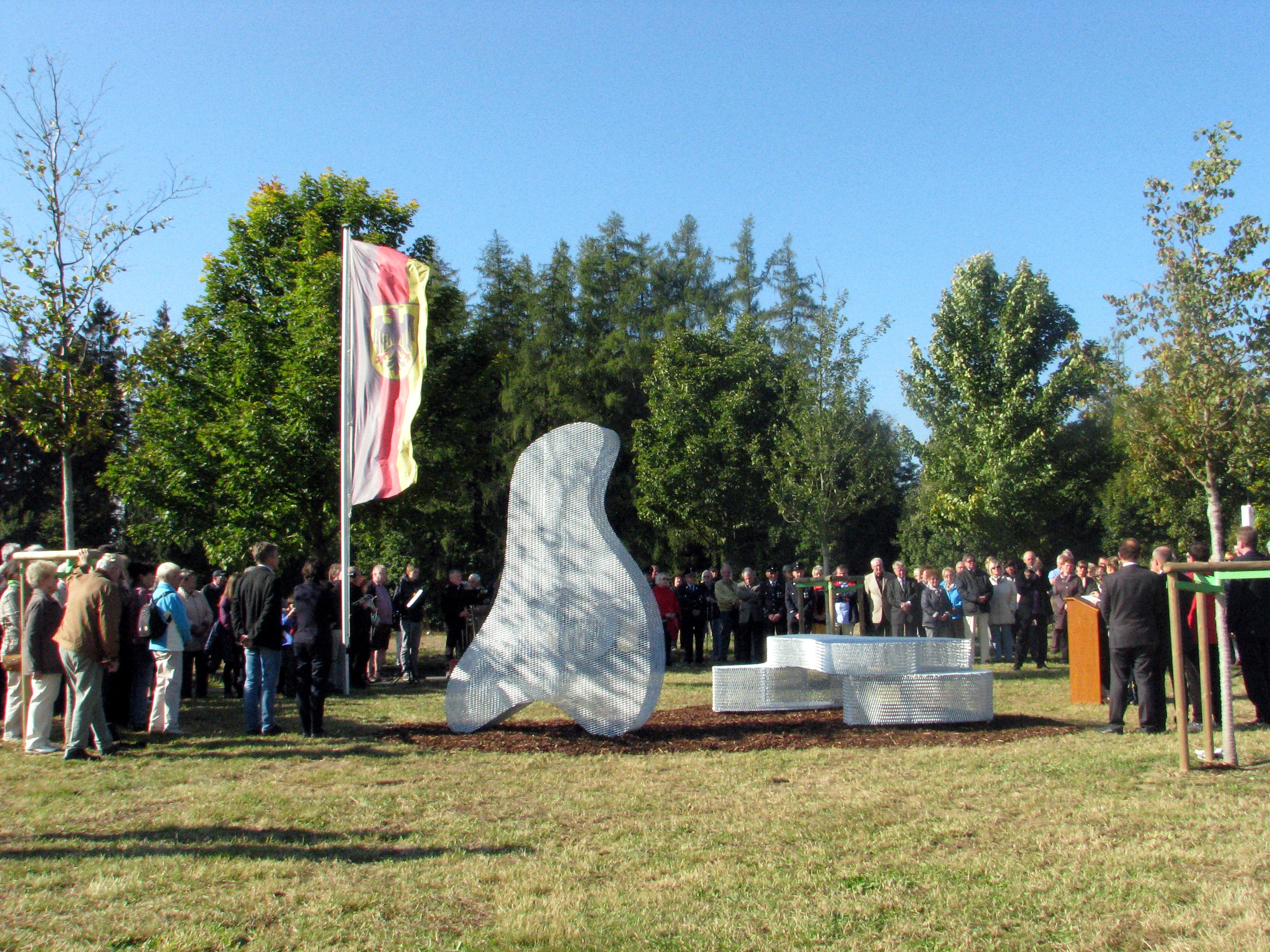
Bad Steben weitere Bilder
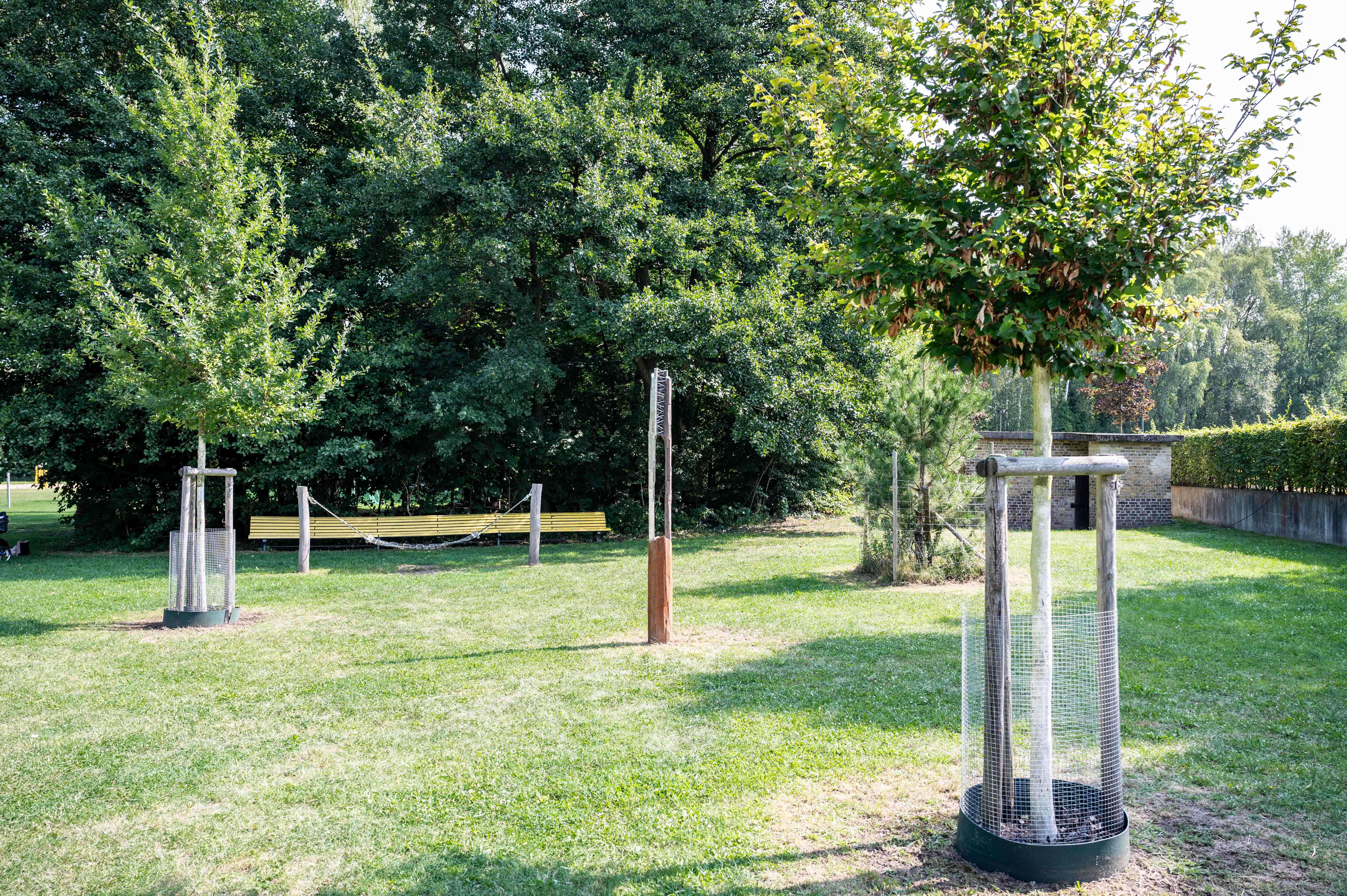
Eberswalde weitere Bilder

Meist ergänzen Bänke das Ensemble. Neben verschiedenen Anordnungen im Dreieck, als Rundbank, in der Mitte oder zwischen den Bäumen gibt es auch hier Symbolik: In Nagel (Fichtelgebirge) stehen die drei Bänke aus drei Granitarten mit den Aufschriften „Glaube“, „Hoffnung“ und „Aufbruch“.

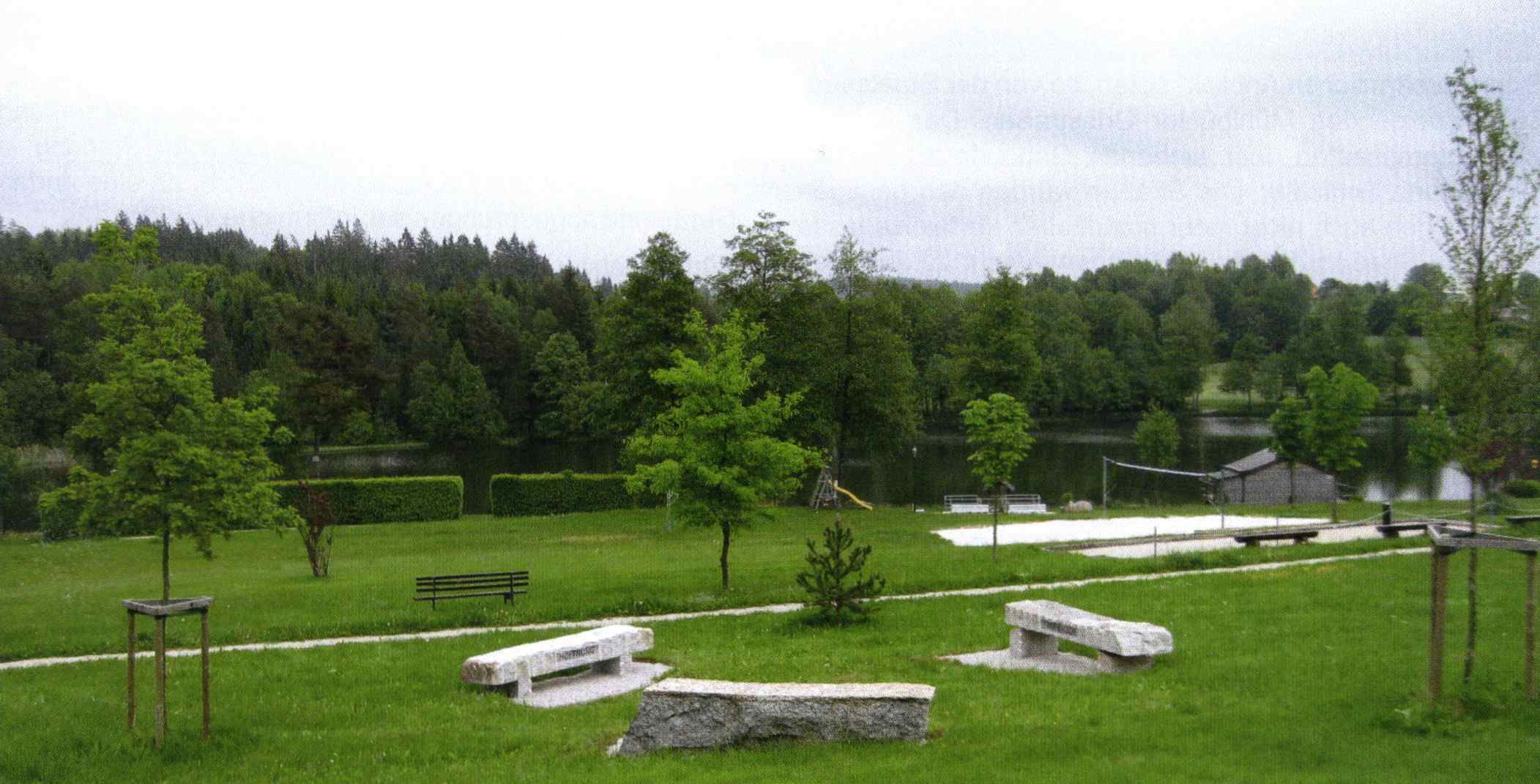
Nagel weitere Bilder
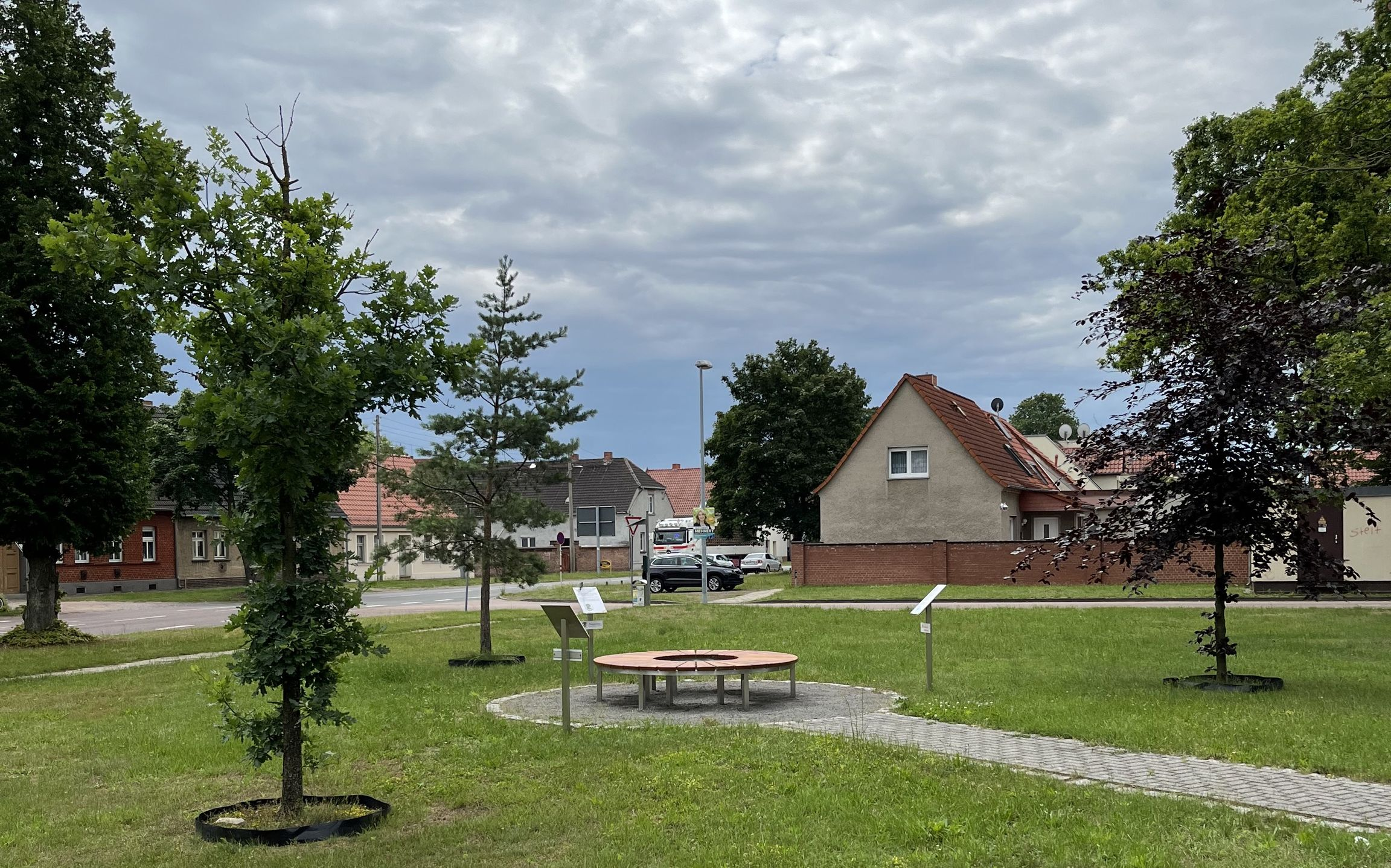
Rundbank in Oranienbaum weitere Bilder
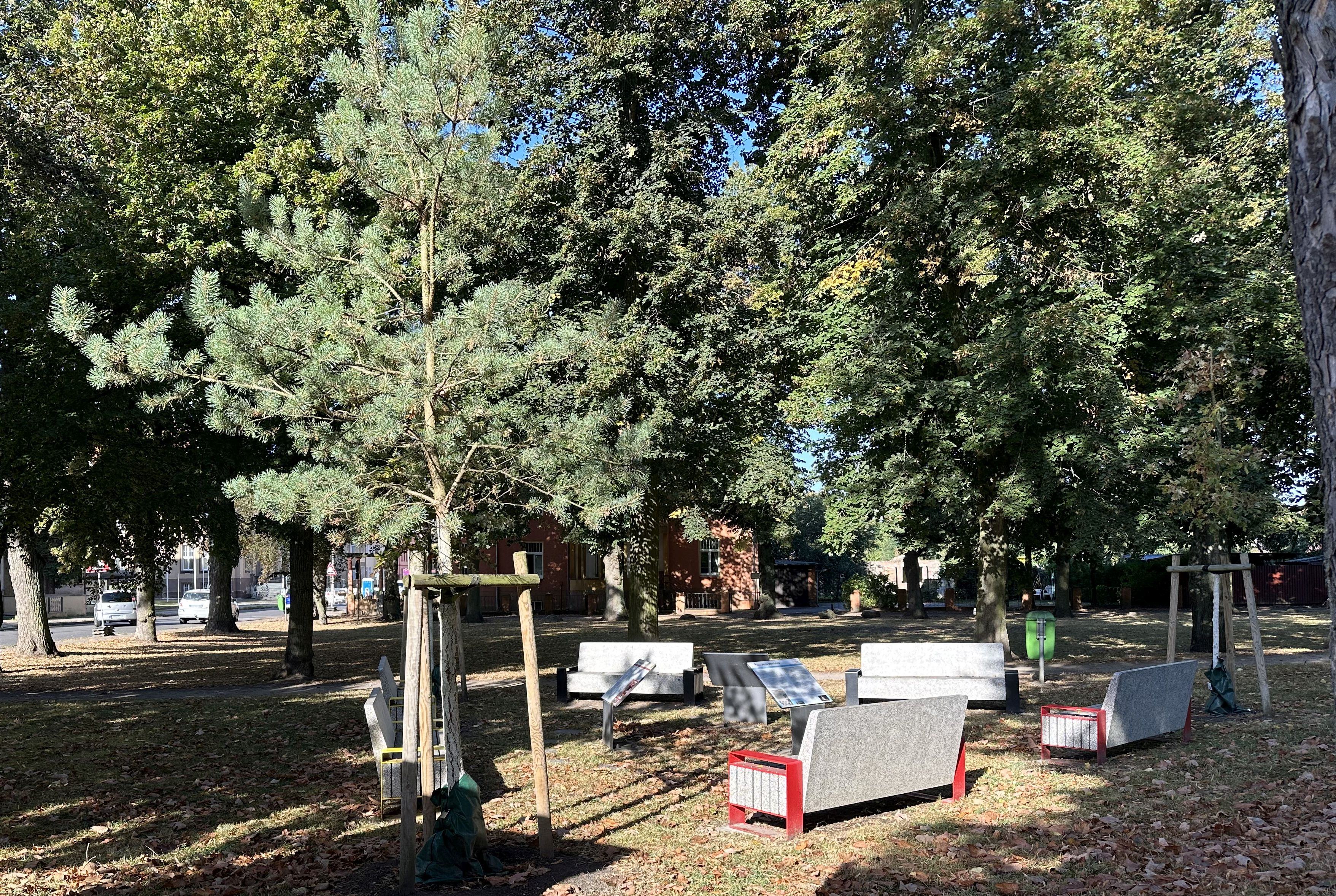
Demmin: Armlehnen schwarz, rot, gelb weitere Bilder

## Ähnliche Projekte
Am 18. August 2018 wurde ein vergleichbares Denkmal mit der Bezeichnung „Freundschaftsdenkmal“ in der französischen Stadt Mende gepflanzt. Hier stehen zwei Ahornbäume jeweils für Deutschland und Frankreich sowie eine Birke für den am 22. Januar 1963 abgeschlossenen deutsch-französischen Freundschaftsvertrag.
Freundschaftsbäume ähnlich der europäischen Variante stehen in Village-Neuf, an der ehemaligen Zollplattform neben der Palmrainbrücke. Ein Ginkgo steht für die drei Länder Frankreich, die Schweiz und Deutschland. Am 27. März 2012 pflanzten der Gemeindeverband von St. Louis, Hüningen und Village-neuf (Communauté de Communes des Trois Frontières, ComCom 3F), eine Eiche, der Landkreis Lörrach eine Hainbuche und der Kanton Basel-Stadt eine Linde.
Aus Schleswig-Holstein kam die Idee des „Einheitsbuddelns“, jeweils am 3. Oktober Bäume zu pflanzen. Je nach den Beteiligten vor Ort pflanzt man einzelne Bäume, Baumgruppen oder Allee-Bäume.
Es gibt „echte Einheitsbäume“, die am 3. Oktober 1990 spontan von lokalen Akteuren gepflanzt wurden. Auch diese werden in den Listen von Einheitsbäumen der Bundesländer in einem gesonderten Abschnitt erfasst.
Die Stadt Fulda pflanzte 2022 im Hinblick auf die Kommunalreform in den 1970er Jahren als Symbol für die Einheit der 24 Stadtteile 24 Schwarzerlen auf dem sogenannten Auenplatz auf dem Areal der Landesgartenschau.

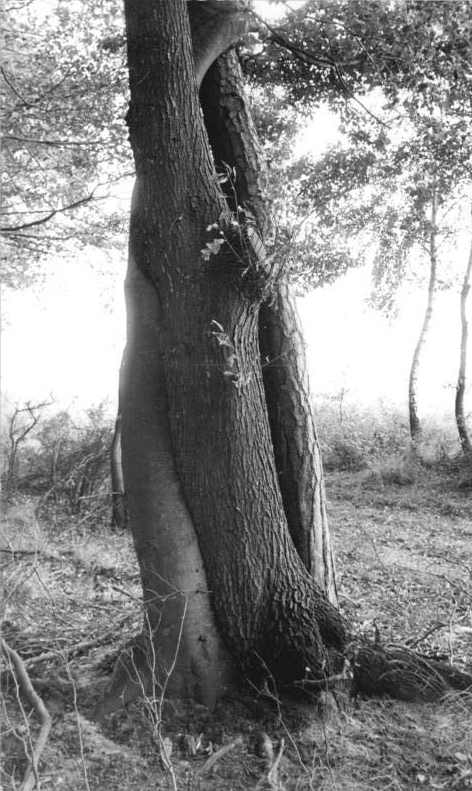
Baumdrilling im Rowaer Forst (1984)

Interessant und kurios ist der Baumdrilling aus Stieleiche, Rotbuche und Waldkiefer im Rowaer Forst. Er wurde bereits vor der Teilung Deutschlands gepflanzt.